# 濵田崇裕
濵田 崇裕（はまだ たかひろ、1988年〈昭和63年〉12月19日 - ）は、日本のアイドル、俳優、タレント。男性アイドルグループ・WEST.（旧ジャニーズWEST）のメンバーである。
兵庫県神崎郡出身。STARTO ENTERTAINMENT所属。メディアでは濱田 崇裕と表記されることもある。

## 来歴
小学生の時、テレビでジャニーズのメンバーがバク転しているのを見て、自分もできるのではないかと思ってやってみたところ、誰にも教わらないままバク転もバク宙もできてしまったことから「これしかない！」と思い、2002年7月13日にジャニーズ事務所に入所。ジャニーズJr.内ユニット・関西BOY'SやBOYS（B.A.D.と一緒の時はB.A.D.BOYS名義）に所属し活動。2009年4月からはNHK大阪放送局のバラエティ番組『あほやねん!すきやねん!』にレギュラー出演し、番組内ユニット・参・忍者を組む。その他、濵田崇裕 with Veteranとしても活動した。
2014年4月、ジャニーズWESTのメンバーとしてCDデビュー。
2016年、舞台『喜劇/市場三郎〜温泉宿の恋』で舞台初主演。
2021年、テレビドラマ『武士スタント逢坂くん!』で単独初主演を務めた。
2024年1月、個人公式Instagramを開設。5月29日にはそのInstagramの生配信で、向井康二とのYouTubeチャンネル「ハマちゃんとコージのお上手です」を開設したことを発表した。

## 人物
グループの中でも運動神経が良いことで知られ、アクロバットを担当している。MBSのバラエティ番組『育ジャニ!』の企画では2015年10月25日開催の「第5回大阪マラソン」に初めて出場。目標の4時間切りは果たせなかったが、6時間45分で完走した。その他、MBS毎日放送『ナミノリ! ジェニー』ではフライボードに挑戦し、水上でのバク宙を成功させている。
2019年11月20日午前、同月23日から収録予定だったTBS系『SASUKE2019 大晦日』に向けて1stステージのセットの視察・体験をしていたところ、ウレタンマットに左足をひねるように着地したことで左脛骨遠位部を骨折し、2か月の安静加療を要すると診断された。SASUKEプレーヤーの森本裕介によると、本番前にセットを使った練習などは一切できない決まりだとされていたが、この事故をきっかけに、番組から出演依頼をかけているタレントについては挑戦するか否かを判断する機会として、視察・体験ができることが判明した。
また、歌唱力にも定評がある。フジテレビ系『痛快TV スカッとジャパン』の企画である『スカッとカラオケ』に出演し、ジャニーズをはじめ様々なアーティストの楽曲を披露した。2022年5月には、フジテレビ系『千鳥の鬼レンチャン』の「カラオケチャレンジ」に挑戦し、レベル9を達成。放送時には関連ワードがTwitterのトレンドに数多く上がるなど、大きな話題となった。バラエティ以外でも、2022年6月にグループとして出演したテレビ東京系『テレ東音楽祭2022夏』にて、TOKIOの国分太一が作詞・作曲した「テレ東音楽祭のテーマ」へ、同じグループの神山智洋と共にコーラスで参加。歌唱後、国分太一より2人はぶっつけ本番だったことを明かされ、多くの反響が寄せられた。
特技はマジック。ジャニーズでは二宮和也の次に上手いと自負しており、MBS毎日放送『プレバト!!』に出演し、マジックの才能査定ランキングにて才能ありの査定を受けた。
趣味は釣り。仕事終わりに7時間かけて東京から琵琶湖まで行くこともある。
地元の友達に誘われ、2021年からゴルフを始める。一時期は仕事をしながらもほぼ毎日ラウンドし、2024年9月時点でのベストスコアは80。2024年5月からは向井康二とのYouTubeチャンネル「ハマちゃんとコージのお上手です」を開設しゴルフの魅力を幅広く発信している。10月には『ACNチャンピオンシップゴルフトーナメント』でテレビ中継のアンバサダーに就任し、自身初となるゴルフ中継のコメンタリーに挑戦する。
4人きょうだいの末っ子で姉2人と兄がおり、実家は農家を営んでいる。中学時代は、バスケットボール部に所属していた。

## 作品
JASRAC公式サイトの「作品データベース検索サービス」において、「濵田崇裕」を含む楽曲の検索結果をもとに記述。
| 曲名               | 作詞              | 作曲                                                  | JASRAC 作品コード | 名義                                        | 収録                                                            |
| ------------------ | ----------------- | ----------------------------------------------------- | ----------------- | ------------------------------------------- | --------------------------------------------------------------- |
| こんな曲作りました | 桐山照史 濵田崇裕 | OBERG ANDREAS GUSTAV ERIK PETREN SIMON JOSEF SAKARIAS | 5A1-1525-5        | ジャニーズWEST 桐山照史 濵田崇裕            | アルバム『ラッキィィィィィィィ7』〈通常盤〉 - 桐山照史&濵田崇裕 |
| 雪に願いを         | MINE              | ATSUSHI SHIMADA DANNVIK ANDERS LARS                   | 5A1-2499-8        | ジャニーズWEST 小瀧望 濵田崇裕              | アルバム『なうぇすと』〈通常盤〉 - 濵田崇裕&小瀧望              |
| GOD DAMN           | Kanata Okajima    | COMMAND FREAKS CHRISTOFER ERIXON ERIC LIDBOM          | 1L3-9597-1        | ジャニーズWEST 神山智洋 濵田崇裕            | アルバム『WESTival』〈通常盤〉 - 神山智洋&濵田崇裕              |
| 間違っちゃいない   | 重岡大毅          | 重岡大毅                                              | 241-7385-1        | 重岡大毅・濵田崇裕・神山智洋 ジャニーズWEST | アルバム『WESTV!』〈通常盤〉 - 重岡大毅&濵田崇裕&神山智洋       |
| やさしいひと       | Blue Vintage      | Blue Vintage 前田佑                                   | 260-5006-4        | 濵田崇裕 ジャニーズWEST                     | アルバム『rainboW』〈初回盤B〉 - 濵田ソロ                       |

## 出演
個人での出演のみ記載。グループとしての出演は関西BOY'S、BOYS（およびB.A.D.BOYS）、参・忍者、濵田崇裕 with Veteran、WEST.#出演を参照。

### テレビドラマ
- DRAMATIC-J 超能力シックス（2008年4月14日 - 5月5日、関西テレビ）[34] - 一条弘明 役
- DRAMATIC-J バースデイ（2008年7月、関西テレビ） - 藤間浩介 役
- DRAMADA-J そこにいるボギー（2009年7月、関西テレビ） - ボギー 役
- 誰も知らないJ学園 ロッカールーム（2010年、関西テレビ） - アキラ 役
- SHARK（2014年1月11日 - 3月30日、日本テレビ系） - 萩原海 役[35]
  - SHARK〜2nd Season〜（2014年4月19日 - 7月13日）
- ノンママ白書（2016年8月13日 - 9月24日、東海テレビ・フジテレビ） - 小中荘太 役[36]
- 卒業バカメンタリー（2018年1月23日 - 3月27日、日本テレビ） - 主演・米澤真央 役（藤井流星とW主演）[37]
- 恋の病と野郎組（2019年7月20日 - 9月21日、BS日テレ） - 花岡飛鳥 役[38]
  - 恋の病と野郎組 Season2（2022年1月25日〈24日深夜〉 - 3月29日〈28日深夜〉、日本テレビ） - 花岡飛鳥 役[39]
- 武士スタント逢坂くん!（2021年7月27日〈26日深夜〉 - 9月28日〈27日深夜〉、日本テレビ） - 主演・逢坂総司郎 役[13]
- 連続ドラマW 正体（2022年3月12日 - 4月2日、WOWOW） - 四方田保 役[40][41]
- 風間公親-教場0-（2023年4月10日 - 6月19日、フジテレビ） - 谷本進一 役[42]
- パティスリーMON（2024年1月11日 - 3月28日、テレビ東京） - 大門勇 役[43]
- あのクズを殴ってやりたいんだ 第7話（2024年11月19日、TBS） - 井崎勇也 役[44]

### Webドラマ
- 炎の転校生 REBORN（2017年11月10日 - 配信、全8話、NETFLIXオリジナルドラマ） - グループ主演・ハマダ駆 役[45]

### 映画
- 破門 ふたりのヤクビョーガミ（2017年1月28日公開） - 木下ケン 役[46]

### テレビ番組
- 関ジャニ∞のジャニ勉（関西テレビ・BSフジ）[46]
- 関西ジュニア青春バス（2008年4月5日 - 9月27日、サンテレビ）[47]
- これって分かります…よね？オークション（2022年8月6日、テレビ朝日） - 川島明とMC[48]
- ACNチャンピオンシップゴルフトーナメント2024（2024年10月3日 - 6日予定、カンテレ） - テレビ中継アンバサダー[31]

### 舞台
- 少年たち 格子無き牢獄（2011年9月5日 - 29日、日生劇場）[49][注釈 2]
- 滝沢歌舞伎2012（2012年4月8日 - 5月6日、日生劇場）[52]
- 少年たち Jail in the Sky（2012年9月4日 - 26日、日生劇場）[53][注釈 3]
- 大和三銃士 虹の獅子たち（2013年10月3日 - 27日、新橋演舞場）[55]
- 歌喜劇/市場三郎〜温泉宿の恋（2016年4月22日 - 5月8日、東京グローブ座 / 5月13日 - 15日、シアター・ドラマシティ） -　主演・市場三郎 役[56]
- 歌喜劇/市場三郎〜グアムの恋（2018年11月7日 - 12月2日、東京グローブ座 / 12月7日 - 10日、シアター・ドラマシティ） -　主演・市場三郎 役[57]
- 盗聴（2022年10月31日 - 11月21日、東京グローブ座 / 11月30日 - 12月3日、サンケイホールブリーゼ） - 主演・榎木田歩 役[58]
- プロデューサーズ（2024年11月8日 - 12月6日、東急シアターオーブ） - 主演・マックス・ビアリストック 役（神山智洋とW主演）[59]
- 歌喜劇/〜蘇る市場三郎 冥土の恋〜（2025年6月30日 - 7月27日、東京グローブ座 / 8月1日 - 10日、京都劇場） -　主演・市場三郎 役[60]

### イベント
- 横山万博（2025年9月11日予定、大阪・関西万博 EXPO アリーナ「Matsuri」）[61]

### CM
- 日本ハム「中華名菜」（2020年10月 - ）[62]